# In der Halle des Bergkönigs
In der Halle des Bergkönigs (Norwegisch: I Dovregubbens hall) ist ein Orchesterstück der Musikepoche der Romantik, welches Edvard Grieg als achtes Stück seiner Schauspielmusik Peer Gynt für die sechste Szene des zweiten Aktes in Henrik Ibsens dramatischem Gedicht Peer Gynt schrieb.

## Geschichte
Grieg komponierte das Stück zwischen Sommer 1874 und Sommer 1875. Es wurde am 24. Februar 1876 im Christiania Theater in Christiania (heute Oslo) uraufgeführt.
1888 übernahm Grieg es als letztes Stück in seine Peer-Gynt-Suite Nr. 1, op. 46. Obwohl eine Aufführung des vollständigen Stückes nur knapp 3 Minuten dauert, hat das leicht erkennbare Thema ihm zu einem Kultstatus in der populären Kultur verholfen, wo es seitdem von vielen Künstlern aufgegriffen wurde.
Das Stück erzählt, wie der namensgebende Peer Gynt in einer traumhaften Phantasie die „königliche Halle des Alten vom Dovre (des Bergkönigs) betritt“. Die Szenenbeschreibung weiter: „Es gibt eine große Menge von Troll-Höflingen, Gnomen und Kobolden. Der alte Mann sitzt auf seinem Thron mit Krone und Zepter, umgeben von seinen Kindern und Verwandten. Peer Gynt steht vor ihm. Es herrscht ein enormer Aufruhr in der Halle. Die ersten Zeilen des Liedes werden gesungen.“
Grieg selbst schrieb über die Musik für die Halle des Bergkönigs: …etwas für des Alten von Dovre Königshalle gemacht, das ich buchstäblich genommen nicht ausstehen kann, so sehr klingt es nach Kuhfladen, Norwegertum und Selbstgefälligkeit! Aber ich erwarte auch, dass man die Ironie fühlen kann.

## Musikalische Struktur
Die bekannten zwei Themen des Satzes sind in der Tonart h-Moll geschrieben:
Das erste Thema beginnt langsam und leise nach einem Akkord der Hörner in den tiefsten Lagen des Orchesters. Gespielt wird es zuerst von den Celli und Fagotten in der Artikulation Staccato und beschreibt Peer Gynts langsame, vorsichtige Schritte in der Halle des Königs.
Nach einer Wiederholung wird das Hauptthema leicht verändert mit ein paar unterschiedlichen, ansteigenden Noten, aber um eine Quinte höher nach Fis-Dur transponiert, der Dominanten, jedoch mit der kleinen Sext. Verschiedene Instrumente stellen die Trolle des Königs dar.
Die beiden Instrumentengruppen verschieben sich dann um verschiedene Oktaven, bis sie schließlich in derselben Tonhöhe miteinander „kollidieren“, während die Trolle Peer mit Schmutz bewerfen und um ihn herum jagen.
Die Konfrontation Peer Gynts mit dem König, der ihn zu fassen versucht, wird durch lange Ketten diatonischer Stufen dargestellt, unterbrochen von kurzen Momenten der Stille in Form von kurzen Generalpausen, in denen der Bergkönig den sich versteckenden Peer sucht.
Peers Versteck ist am Ende entdeckt, und die Musik erreicht ihren Kulminationspunkt, als er aus der Höhle läuft.
Eine Reihe von krachenden Cymbals und ekstatischen Paukenwirbeln bricht aus und lässt alle anderen Instrumente verstummen, während der Berg zusammenstürzt und die Trolle, welche dem fliehenden Peer nachjagten, unter sich begräbt.
Das Stück endet mit einer Rückkehr in die Tonika und einem abschließenden h-Moll-Akkord, der Peers erfolgreiche Flucht andeutet.
Das Stück hat 88 Takte und beginnt zunächst in dem gemessenen Tempo eines langsamen Marsches (Alla marcia e molto marcato), für den der Komponist die Metronomangabe MM  = 138 angibt. Die Viertelnote soll also in 138 Schlägen pro Minute gespielt werden. Im Verlauf des Stückes steigert sich jedoch das Tempo mit der zunehmenden Dramatik der Handlung. Ab dem 50. Takt wünscht Grieg ein Più vivo (etwas lebendiger), und ab dem 65. Takt schreibt er ein Stringendo (mit beschleunigtem Tempo) vor. Die Lautstärke steigert sich von einem  am Anfang zu einem äußerst dramatischen  forte fortissimo, als der Bergkönig dem Treiben seiner Höflinge mit seinem Ausruf Isvand i blodet! ein Ende setzt.

## Der Text des Liedes
| (Die Troll-Höflinge):                               | Slagt ham! Kristenmands søn har dåret Dovregubbens veneste mø! Slagt ham! Slagt ham! | Tötet ihn! Der Sohn des Christen hat die schönste Tochter des Bergkönigs versucht! Tötet ihn! Tötet ihn! |
| (Ein Troll):                                        | Må jeg skjære ham i fingeren?                                                        | Darf ich ihm in den Finger schneiden?                                                                    |
| (Ein anderer Troll):                                | Må jeg rive ham i håret?                                                             | Darf ich ihm das Haar ausreißen?                                                                         |
| (Ein Troll-Mädchen):                                | Hu, hej, lad mig bide ham i låret!                                                   | Hu, hei, lass mich ihm in den Arsch beißen!                                                              |
| (Eine Troll-Hexe mit einem Kochlöffel):             | Skal han lages til sod og sø?                                                        | Soll er zu Sud und Brühe gekocht werden?                                                                 |
| (Eine andere Troll-Hexe mit einem Fleischermesser): | Skal han steges på spid eller brunes i gryde?                                        | Soll er am Spieß gebraten oder im Topf geröstet werden?                                                  |
| (Der Bergkönig):                                    | Isvand i blodet!                                                                     | Kühlt euer (Wörtlich: Eiswasser ins Blut!)                                                               |

## Verwendung in Film und Fernsehen
Griegs Komposition ist eines der am häufigsten eingesetzten Stücke klassischer Musik im Film. Filmhistorisch bedeutsam ist seine Verwendung als Leitmotiv in dem Film M – Eine Stadt sucht einen Mörder (1931) von Fritz Lang.
Sie fand außerdem Verwendung in Filmen wie In einer kleinen Stadt, Trollhunter, Adèle und das Geheimnis des Pharaos, The Social Network, 7 Zwerge – Männer allein im Wald und Johnny English – Jetzt erst recht!. Auch in Fernsehserien wie Mork vom Ork, Danger Mouse, Tiny Toon Adventures, Inspector Gadget, Die Simpsons, Dirk Gentlys holistische Detektei, How I Met Your Mother, Dr. House, Pose und der Fernsehserie In 80 Tagen um die Welt (Folge 5) kam sie zum Einsatz.

## Musikalische Neuinterpretationen
- Klaus Doldinger (unter dem Pseudonym Paul Nero) spielte 1964 das Stück "Peer Gynt Hully-Gully" auf der LP "Classics À La Twist".[4]
- Das Electric Light Orchestra interpretierte das Stück mit der Morgenstimmung als Intro auf dem Album On the Third Day von 1973 neu.
- Die britische Heavy-Metal-Gruppe Witchfynde verwendete das Thema im In- und Outro des Songs Cry Wolf auf ihrem 1983 erschienenen Album Cloak and Dagger.
- Das britische Synthie-Pop-Duo Erasure interpretierte das Stück auf ihrem 1987er Album The Circus (nur CD-Version) auf ihre Weise.
- Die US-Power-Metal-Band Savatage hat das Stück auf ihrem 1987 erschienenen Album Hall of the Mountain King unter dem Titel Prelude to Madness als reines Instrumental neu interpretiert.
- Eine Coverversion von The Who findet sich als Bonustrack auf der 1995 erschienenen CD-Version von The Who Sell Out.
- Die Gruppe Rainbow um Ritchie Blackmore gestaltete das Musikstück in eine konventionelle Hardrock-Form um, welche auf dem Album Stranger in Us All aus 1995 zu hören ist.
- Die Wiesbadener Eurodance-Formation Captain Jack verwendet das Stück als Melodie in ihrem 1999 erschienenen Song Dream a Dream.
- Die finnische Cello-Rockband Apocalyptica spielt das Stück ebenfalls live und es ist auf dem 2000 erschienenen Studioalbum Cult zu hören.
- Der deutsche Rapper Eko Fresh verwendete die Melodie des Werkes auf seinem Lied Zeig dich aus dem 2003 veröffentlichten Album Ich bin jung und brauche das Geld als Refrain.
- 2005 erschienen eine DVD der Band White-Noise namens In the Hall of the Mountain King.
- Im Zusammenhang mit dem Soundtrack zu David Finchers Drama The Social Network aus 2010 arrangierten Trent Reznor und Atticus Ross den Titel mit elektronischen Klängen neu. Im fertigen Film ist das Stück während einer Ruderregatta zu hören.
- Zedd hat das Thema des Werks in seinem Electro-House-Track Dovregrubben von 2011 verarbeitet.
- 2012 fand im Hamburger Hauptbahnhof ein Flashmob mit der Jungen Norddeutschen Philharmonie statt.[5]
- Die US-amerikanische Band Blood on the Dance Floor baute die Melodie des Stückes wiederholt in den Song Poison Apple aus ihrem 2014 erschienenen Studioalbum Bitchcraft ein.
- Eine Coverversion findet sich auch auf der 2015 erschienenen Navy Metal Night von U.D.O., gespielt vom Marinemusikkorps Nordsee.
- Die Schweizer Pagan-Metal-Band Eluveitie interpretierte das Stück 2015 in der Sendung Rock the Classic gemeinsam mit Beat Blättler am Fagott.[6][7]
- Die deutsche Dark-Metal-Band Schwarzer Engel brachte 2016 eine Neuinterpretation auf ihrem Album Imperium II – Titania heraus.
- 2021 veröffentlichte die US-amerikanische Punkrock-Band The Offspring auf ihrem Album Let the Bad Times Roll eine Interpretation des Stückes.
- Das Videospiel Bramble: The Mountain King von Dimfrost Studio verwendete das Stück für den Soundtrack "The Mountain King".